# Rhododendron apricum
Rhododendron apricum là một loài thực vật có hoa trong họ Thạch nam. Loài này được P.C. Tam miêu tả khoa học đầu tiên năm 1982.